# Acqua Santa Croce
Acqua Santa Croce è un'azienda produttrice di acqua minerale, fondata a Canistro in provincia dell'Aquila in Abruzzo nel 1975.

## Storia
Le acque sgorgano dalla fonte Santa Croce ad un'altitudine di circa 800 m s.l.m. Collocata nei pressi del pagus di epoca romana di Santa Croce (o Santacroce) in valle Roveto, la sorgente anticamente era nota come fonte del Cotardo o del Fiuggino.
Lo sfruttamento per fini alimentari della fonte risale alla seconda metà degli anni sessanta.
L'azienda, fondata nel 1975 in Abruzzo, ha due stabilimenti produttivi, uno a Canistro, il principale e l'altro a Castelpizzuto, in Molise; l'azienda ha ottenuto diverse certificazioni.

## Caratteristiche dell'acqua
Risulta avere un basso contenuto di sodio e di nitrato, inoltre ha un residuo fisso di 177 mg/litro, quindi apporta un equilibrio giusto di sali minerali all'organismo.

## Sponsorizzazioni
È stata sponsor di diversi club calcistici come il Pescara, L'Aquila Calcio, il Bari, la Salernitana, la Casertana e l'Avezzano Calcio.